# 鞭枝碎米荠
鞭枝碎米荠（学名：Cardamine rockii）为十字花科碎米荠属的植物，为中国的特有植物。分布于中国大陆的四川、云南等地，生长于海拔3,100米至4,650米的地区，多生长于山坡沟边以及流水边草丛湿润处，目前尚未由人工引种栽培。